# Kołszewo (obwód iwanowski)
Kołszewo (ros. Колшево) – wieś (sieło) w Rosji, w obwodzie iwanowskim, w rejonie zawołżskim. W 2010 liczyła 453 mieszkańców.